# Echinomya monticola
Echinomya monticola är en tvåvingeart som först beskrevs av Carl Ludwig Doleschall 1858.  Echinomya monticola ingår i släktet Echinomya och familjen parasitflugor. Inga underarter finns listade i Catalogue of Life.